# Liste der Monuments historiques in Marigny-lès-Reullée
Die Liste der Monuments historiques in Marigny-lès-Reullée führt die Monuments historiques in der französischen Gemeinde Marigny-lès-Reullée auf.

## Liste der Objekte
| Bezeichnung                                         | Beschreibung                                                                                                   | Standort                               | Kennzeichnung | Schutzstatus | Datum | Bild |
| --------------------------------------------------- | --- | -------------------------------------- | ------------- | ------------ | ----- | ---- |
| Prozessionsstab Heiliger Hubertus                   | Holz, farbig gefasst und vergoldet, 18. Jahrhundert; im Musée d’art sacré de Dijon deponiert                   | in der Kirche St-Luc-et-St-Just (Lage) | PM21001424    | Classé       | 1966  |      |
| Gemälde Unterweisung Mariens zwischen zwei Märtyren | Ölfarbe auf Leinwand, 18. Jahrhundert                                                                          | in der Kirche St-Luc-et-St-Just (Lage) | PM21001425    | Classé       | 1988  |      |
| Statuenreliquiar Heiliger Hubertus mit dem Einhorn  | Holz, farbig gefasst, 17. Jahrhundert                                                                          | in der Kirche St-Luc-et-St-Just (Lage) | PM21001426    | Classé       | 1988  |      |
| Skulptur Christus in der Rast                       | Pappmachée, bemalt, 17. Jahrhundert oder um 1860                                                               | in der Kirche St-Luc-et-St-Just (Lage) | PM21003741    | Inscrit      | 1981  |      |
| Skulptur Johannes der Täufer                        | Pappmachée, bemalt, 17. Jahrhundert oder um 1860                                                               | in der Kirche St-Luc-et-St-Just (Lage) | PM21003742    | Inscrit      | 1981  |      |
| Gemälde Vision des heiligen Hubertus                | Ölfarbe auf Leinwand, 17. Jahrhundert                                                                          | in der Kirche St-Luc-et-St-Just (Lage) | PM21003832    | Inscrit      | 1988  |      |
| Skulptur einer Heiligen                             | Darstellung von Maria Magdalena oder der heiligen Margaretha; Pappmachée, bemalt, 17. Jahrhundert oder um 1860 | in der Kirche St-Luc-et-St-Just (Lage) | PM21003740    | Inscrit      | 1981  |      |